# Maeva Ghennam
 (avril 2025).
 (avril 2025).
Maeva Ghennam, née le 14 mai 1997 à Marseille, est une influenceuse française d’origine algérienne. Elle est principalement connue pour ses participations aux émissions de la franchise Les Marseillais diffusées sur W9.

## Biographie

### Débuts
Maeva Ghennam naît le 14 mai 1997 à Marseille, fille de Salya Ghennam. Elle grandit dans les quartiers populaires du nord de la ville. Elle a également une demi-sœur, issue du côté paternel.
Avant sa carrière dans la téléréalité, Maeva Ghennam travaille comme assistante dentaire dans un cabinet situé à Marseille. Elle évoque plusieurs événements marquants de sa vie personnelle, notamment la perte de son premier petit ami, victime d’un meurtre, et la dépression de sa mère, qu’elle a partagée sur les réseaux sociaux,.

### Carrière dans la téléréalité
Maeva Ghennam se fait connaître en 2018 en participant à Les Marseillais : Australia, une émission de téléréalité diffusée sur W9. Elle devient rapidement l'une des figures emblématiques de la franchise, apparaissant dans de nombreuses saisons dérivées comme Les Marseillais vs le Reste du Monde, Les Marseillais Asian Tour ou encore Le Cross.
Ses relations tumultueuses, notamment avec Greg Yega, contribuent à son exposition médiatique. Plusieurs de leurs disputes et réconciliations deviennent des intrigues centrales des programmes,.
Elle participe également à d'autres formats de W9 comme Moundir et les Apprentis Aventuriers et Un dîner presque parfait,. En 2021, elle lance sur la plateforme 6play l’émission lifestyle Dressing VIP by Maeva,.
En 2022, elle rejoint le casting de Les Cinquante,, puis en 2023 à C’est la famille, émission centrée sur la vie privée de certains candidats récurrents de la téléréalité française.

### Vie privée
De confession musulmane, Maeva Ghennam annonce en 2024 son retour à la foi islamique, après un pèlerinage à La Mecque en décembre 2023. Elle exprime sa volonté de porter le voile chaque vendredi,.
En novembre 2023, à l’âge de 26 ans, Maeva Ghennam annonce avoir rédigé son testament. Elle en dévoile certains éléments sur les réseaux sociaux, exprimant notamment le souhait d’être enterrée à Annaba, en Algérie, après le retrait de ses prothèses mammaires, extensions capillaires et artifices esthétiques.

#### 2024: Visée par des coups de feux de la DZ Mafia
Dans la nuit du 8 au 9 septembre 2024, elle est victime d'une attaque violente à son domicile situé dans le 11ᵉ arrondissement de Marseille. Deux individus tirent à deux reprises sur la porte d'entrée de sa villa avant de tenter de mettre le feu à la propriété en lançant des cocktails Molotov. L'incident, qui a lieu vers 00h45, ne fait aucune victime, grâce à une intervention rapide des marins-pompiers et à l'alerte donnée par son système de vidéosurveillance. Cette attaque fait suite à d'autres violences subies par Maeva Ghennam dans le passé, dont une agression en novembre 2020 et des tirs devant la maison de sa grand-mère en 2021,.

## Autres activités

### Maeva Ghennam Beauty (depuis 2020)
En 2020, Maeva Ghennam fonde Maeva Ghennam Beauty, une marque de cosmétiques proposant notamment des rouges à lèvres, fonds de teint et blushs. La marque suscite des critiques de la part de Gaëlle Garcia Diaz, qui met en cause la qualité et le packaging de certains produits. Ghennam réagit publiquement en défendant sa marque et en attaquant verbalement la blogueuse,.

### Rouge Rogue avec Black Ants
Le 17 novembre 2024, Maeva Ghennam lance Rouge Rogue avec la marque Black Ants fondé un mois plus tôt. Vendu 200 euros les 100 ml, le parfum fabriqué en France, créé par Emna Doghri, suscite des réactions en raison de son prix et du manque de notoriété de la marque,.

## Impact culturel

### Représentation culturelle et symbolique de Maëva Ghennam
Maëva Ghennam est une figure médiatique souvent perçue comme controversée en raison de son style vestimentaire et de sa mise en avant de son corps, qui ne correspondent pas nécessairement aux normes de pudeur et de modestie valorisées par certaines communautés en France, notamment dans les milieux conservateurs et religieux, tels que certaines communautés musulmanes et catholiques. Cette représentation suscite des débats sur la place des femmes dans les médias et l’évolution des normes culturelles, notamment en ce qui concerne l’image corporelle et les standards de beauté.
Avec plusieurs millions d'abonnés sur ses réseaux sociaux, Maëva Ghennam exerce une influence notable, en particulier auprès des jeunes générations. Cependant, ses promotions de produits de beauté et de transformation corporelle, souvent sans mentionner ses recours à la chirurgie esthétique, ont suscité des critiques sur le fait que ces pratiques puissent véhiculer un idéal de beauté difficilement atteignable pour une grande partie de la population. Cela a conduit à des préoccupations publiques sur l’influence des influenceurs et a contribué à l’adoption, en mars 2023, d’une proposition de loi visant à encadrer davantage leurs activités et à lutter contre les dérives liées à la promotion de produits.

### Single:Maeva Ghennamde Thabiti (2020)
Le 15 octobre 2020, l'artiste Thabiti sort un titre intitulé Maeva Ghennam. Le morceau est certifié disque d'or en décembre 2023.

## Engagements et prises de positions

### Proximité avec LFI
Le 12 juin 2024, Maeva Ghennam affirme que le cabinet de Jean-Luc Mélenchon l’a contactée pour rejoindre La France Insoumise (LFI) et participer aux élections législatives, ce que LFI dément rapidement,. Malgré ce démenti, elle soutient publiquement le parti, appelant ses abonnés à voter pour LFI lors des scrutins des 30 juin et 7 juillet 2024, et collabore avec le député Sébastien Delogu pour encourager la participation électorale, insistant sur l’opposition à l’extrême droite.

### Guerre de Gaza
En octobre 2023,  lors de la guerre de Gaza, Maeva Ghennam soutient publiquement le peuple palestinien, ce qui entraîne la rupture de son contrat avec l’agence Shauna Events, dirigée par Magali Berdah, soutenant Israël. Elle subit ensuite des menaces sur les réseaux sociaux et annonce son intention de porter plainte,,.

## Affaire judiciaire

### Plainte de Magali Berdah
Le 19 janvier 2024, Magali Berdah, fondatrice de l'agence Shauna Events, dépose plainte contre l'influenceuse Maeva Ghennam pour plusieurs chefs présumés d'infractions, dont menaces de mort, provocation à la haine raciale, cyberharcèlement, chantage et violences psychologiques. Selon la plainte, les faits remonte à décembre 2023, à la suite d’une rupture professionnelle entre les deux femmes. Cette rupture est marquée par des désaccords éthiques et politiques, notamment en lien avec le soutien public de Magali Berdah à Israël après les attaques du Hamas. De son côté, Maeva Ghennam affirme que Magali Berdah lui doit une somme de 500 000 euros. Elle a exprimé ces accusations à travers plusieurs publications sur ses réseaux sociaux,.
La plainte déposée par Magali Berdah intervient après la diffusion de plusieurs vidéos et messages sur les réseaux sociaux dans lesquels Maeva Ghennam s’en prend à elle. Selon l'avocat de Magali Berdah, ces contenus auraient provoqué chez sa cliente des « traumatismes psychologiques graves ». Cette affaire s'inscrit dans un contexte de tensions croissantes au sein de l'univers des influenceurs en France. Des figures médiatiques comme Magali Berdah ont été critiquées pour leur rôle dans certaines pratiques commerciales, et sont parfois qualifiées d'« influvoleurs » par leurs détracteurs, un terme polémique relayé notamment par certaines figures médiatiques et politiques. Par ailleurs, Magali Berdah fait elle-même l’objet de poursuites judiciaires distinctes, notamment pour banqueroute et blanchiment,.

## Polémiques et controverses

### Promotion de chirurgie esthétique pour «rajeunir son vagin» (2021)
Le 2 septembre 2021, dans une vidéo partagée sur ses réseaux sociaux, Maeva Ghennam évoque un traitement esthétique visant à « rajeunir son vagin », décrivant l’utilisation de radiofréquence et de mésothérapie sans injection. Elle y compare le résultat à l’apparence d'une enfant, ce qui provoque une vive polémique en ligne, plusieurs internautes l’accusant de sexualiser le corps féminin et de promouvoir des standards esthétiques problématiques,. Face aux critiques, elle présente ses excuses et affirme qu'elle faisait référence à l’apparence de son maillot de bain, et non à son anatomie.

## Filmographie

### Clips vidéo
- 2018 : Mo'Gly - Je pense à elle[48]
- 2020 : Thabiti - Maeva Ghennam[49]
- 2021 : Wejdene - Ta Gow[50]

### Émission de téléréalité
- 2018 : Les Marseillais : Australia, sur W9
- 2018 : Les Marseillais vs le Reste du Monde 3, sur W9
- 2019 : Les Marseillais : Asian Tour, sur W9
- 2019 : Moundir et les Apprentis Aventuriers 4, sur W9
- 2019 : Les Marseillais vs le Reste du Monde 4, sur W9
- 2020 : Les Marseillais : Aux Caraïbes, sur W9
- 2020 : Les Marseillais vs le Reste du Monde 5, sur W9
- 2021 : Les Marseillais : à Dubaï, sur W9
- 2021 : Les Marseillais vs le Reste du Monde 6, sur W9
- 2022 : Les Marseillais : Au Mexique, sur W9
- 2022 : Les Cinquante, sur W9
- 2022 - 2023 : Le Cross, sur M6+
- 2023 : C’est la Famille, sur M6+

### Jeu télévisé
- 2020 : Un dîner presque parfait, sur W9 : participante

### Animatrice
- 2021 : Dressing VIP by Maeva, sur M6+
- 2022 : Dressing VIP By Maeva 2, sur M6+
- 2022 : Dressing VIP By Maeva 3, sur M6+

### Cinéma

#### Longs métrages
- 2023 : Les Déguns 2 de Cyrille Droux & Claude Zidi Jr.: elle-même